# Uruguai nos Jogos Olímpicos de Verão de 1928
O Uruguai participou dos Jogos Olímpicos de Verão de 1928 na cidade de Amsterdã, nos Países Baixos. Alcançou a medalha de ouro na competição de Futebol.

## Medalistas

### Ouro
- José Leandro Andrade, Peregrino Anselmo, Pedro Arispe, Juan Arremón, Venancio Bartibás, Fausto Batignani, René Borjas, Antonio Campolo, Adhemar Canavesi, Héctor Castro, Pedro Cea, Lorenzo Fernández, Roberto Figueroa, Álvaro Gestido, Andrés Mazali, Ángel Melogno, José Nasazzi, Pedro Petrone, Juan Piriz,  Héctor Scarone, Domingo Tejera, e Santos Urdinarán - Futebol.